# Aldo De Matteo
Aldo De Matteo (Pizzo, 15 agosto 1939 – Roma, 7 settembre 2004) è stato un politico italiano, esponente della Democrazia Cristiana e già europarlamentare.

## Biografia
È subentrato al Parlamento europeo nel marzo 1992, dopo essere stato candidato alle elezioni del 1989 per la lista della DC.
È stato membro della Delegazione per le relazioni con l'Australia e la Nuova Zelanda.